# Clathrina hondurensis
Clathrina hondurensis är en svampdjursart som beskrevs av Klautau och Valentine 2003. Clathrina hondurensis ingår i släktet Clathrina och familjen Clathrinidae.
Artens utbredningsområde är havet utanför Belize. Inga underarter finns listade i Catalogue of Life.